# Langon
Langon (gaskonsko Lengon) je naselje in občina v jugozahodni francoski regiji Akvitaniji, podprefektura departmaja Gironde. Leta 2008 je naselje imelo 7.409 prebivalcev.

## Geografija
Naselje se nahaja v jugozahodni francoski pokrajini Gaskonji ob levem bregu reke Garone, 48 km jugovzhodno od Bordeauxa.

## Uprava
Langon je sedež istoimenskega kantona, v katerega so poleg njegove vključene še občine Bieujac, Bommes, Castets-en-Dorthe, Fargues, Léogeats, Mazères, Roaillan, Saint-Loubert, Saint-Pardon-de-Conques, Saint-Pierre-de-Mons, Sauternes in Toulenne z 18.313 prebivalci.
Naselje je prav tako sedež okrožja, v katerem se nahajajo kantoni Auros, Bazas, Cadillac, Captieux, Grignols, Langon, Monségur, Pellegrue, Podensac, La Réole, Saint-Macaire, Saint-Symphorien, Sauveterre-de-Guyenne, Targon in Villandraut s 120.435 prebivalci.

## Zgodovina
Zgodovina naselja je ozko povezana s krajem Bazas 15 km južno od njega, pomembnim vojaškim in verskim središčem, od starega veka vse do 18. stoletja, medtem, ko je bil Langon pristanišče ob reki Garoni. Izkoriščajoč svoj izjemni položaj okoli rečnega ovinka se je Langon razvil v trgovsko središče na poti med Agenom in Bordeauxom.

## Zanimivosti
- gotska cerkev sv. Gervazija in Protazija iz 12. stoletja,
- dvorec Château de Respide iz 17. stoletja,
- mošeja iz 19. stoletja,
- glasbeni festival Les Nuits Atypiques de Langon, ustanovljen leta 1992.

## Pobratena mesta
- Canelas (Portugalska),
- Penzberg (Bavarska, Nemčija).